# فرودگاه بین‌المللی ال پاسو
فرودگاه بین‌المللی ال پاسو (به انگلیسی: El Paso International Airport) یک فرودگاه همگانی مسافربری با کد یاتا ELP است که یک باند فرود آسفالت دارد و طول باند آن ۳۶۶۴ متر است. این فرودگاه در شهر ال پاسو کشور ایالات متحده آمریکا قرار دارد و در ارتفاع ۱۲۰۶ متری از سطح دریا واقع شده است.

## شرکت‌های هواپیمایی و مقصدهای پروازی
El Paso International Airport has 15 gates on 2 concourses: Concourse A has gates A1–A4 and Concourse B has gates B1–B11.

### مسافری

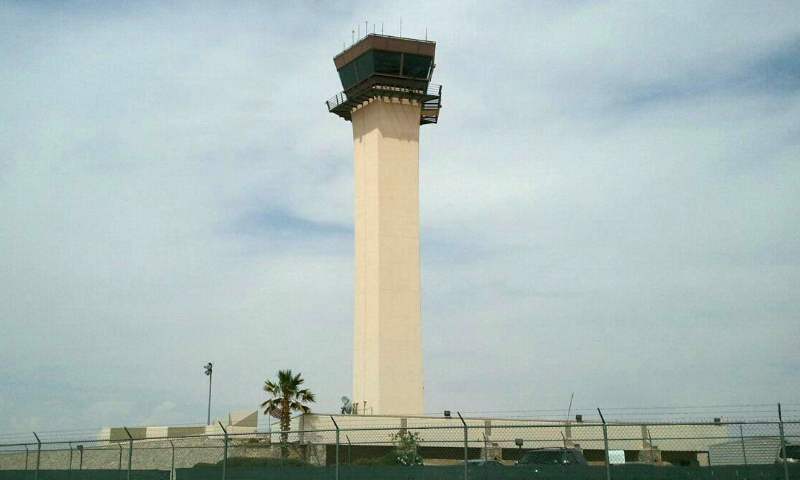
Air Traffic Control Tower

| شرکت‌های هواپیمایی | مقصدهای پروازی                                                                     |
| ----------------- | ---------------------------------------------------------------------------------- |
| الیجنت ایر        | مک‌کاران، اوکلند، سن دیه‌گو فصلی: اورلندو سنفورد                                     |
| امریکن ایرلاینز   | دالاس-فورت ورث                                                                     |
| امریکن ایگل       | اوهر شیکاگو، دالاس-فورت ورث، لس‌آنجلس، فینکس اسکای هاربر                            |
| دلتا ایرلاینز     | هارتسفیلد-جکسون آتلانتا                                                            |
| فرانتیر ایرلاینز  | دنور (آغاز از ۸ مارس ۲۰۱۸)                                                         |
| ساوت‌وست ایرلاینز  | آستین، دالاس لاو، ویلیام پی. هابی، مک‌کاران، لس‌آنجلس، فینکس اسکای هاربر، سن آنتونیو |
| یونایتد اکسپرس    | دنور، جرج بوش                                                                      |

### باری
| شرکت‌های هواپیمایی                               | مقصدهای پروازی                                  |
| ----------------------------------------------- | ----------------------------------------------- |
| دی‌اچ‌ال اوییشن اجرا توسط ای‌بی‌ایکس ایر            | سینسیناتی/کنتاکی شمالی                          |
| دی‌اچ‌ال اوییشن اجرا توسط ایر ترنسپورت اینترنشنال | سینسیناتی/کنتاکی شمالی                          |
| فدکس اکسپرس                                     | آستین، جرج بوش، ایندیاناپلیس، ممفیس، سن آنتونیو |
| GTA Air                                         | آدیسون                                          |
| یوپی‌اس ایرلاینز                                 | آلبوکرکی، لوبوک پرستون اسمیت، سن آنتونیو        |